# Kristina Teachout
Kristina Danielle Teachout (Palm Bay, 13 de setembro de 2005) é uma taekwondista estadunidense.

## Carreira
Teachout fez sua estreia internacional sênior pelos Estados Unidos em novembro de 2022 no evento meio-médio feminino no Campeonato Mundial de Taekwondo de 2022, realizado em Guadalajara, México.
Em junho de 2023, ela competiu no evento meio-médio feminino no Campeonato Mundial de Taekwondo de 2023, realizado em Baku, Azerbaijão. Em outubro de 2023, ela competiu nos Jogos Pan-Americanos de 2023 e ganhou uma medalha de bronze no evento de 67 kg. Ela ganhou ouro no desafio do Grande Prêmio Mundial de Taekwondo de 2023, Aberto da Costa Rica e Aberto Dominicano e prata no Aberto da Espanha e no Pan-American Series.
Em janeiro de 2024, ela competiu nas seletivas olímpicas dos EUA e derrotou a campeã de 57 kg dos Jogos Olímpicos de Verão de 2020, Anastasija Zolotic, para avançar para o Torneio de Qualificação Olímpica Pan-Americana de Taekwondo de 2024. Nos Jogos Olímpicos de Verão de 2024, em Paris, conquistou a medalha de bronze na categoria de até 67 kg.